# 小奴可駅
小奴可駅（おぬかえき）は、広島県庄原市東城町小奴可にある、西日本旅客鉄道（JR西日本）芸備線の駅である。

## 歴史
- 1935年（昭和10年）6月15日：国有鉄道三神線（当時）が東城駅から延伸し、その終着として開業[1]。
  - 当時の所在地表示は広島県比婆郡小奴可村大字小奴可であった[1]。
- 1936年（昭和11年）10月10日：三神線が当駅から備後落合駅まで延伸し、備中神代 - 備後十日市（現・三次）間は全通。これに伴い途中駅となる。
- 1937年（昭和12年）7月1日：三神線が芸備線の一部となり、当駅もその所属となる。
- 1972年（昭和47年）9月1日：貨物の取り扱いを廃止[2]。
- 1983年（昭和58年）10月31日：荷物扱い廃止[3]。無人化[4]（簡易委託化）。
- 1987年（昭和62年）4月1日：国鉄分割民営化により、西日本旅客鉄道に承継[1]。
- 2001年（平成13年）：旧上りホーム（2番線）の列車交換設備を撤去[5]。周辺では同時に、備後八幡駅でも交換設備が撤去されたため、新見 - 備後落合の区間では、東城駅より西側での行き違いはできなくなった。

## 駅構造
備後落合方面に向かって左側に単式ホーム1面1線を有する地上駅。以前は相対式ホーム2面2線と側線があったが、駅舎反対側の1線と側線は廃止、ポイントは撤去され停留所構造となった。
新見駅管理の簡易委託駅で、駅舎に入居するタクシー事業者が受託している窓口が設置されている。自動券売機はなく窓口の携帯型車内補充券発行機により入場券や近距離切符の販売を行っている。
急行列車が運転されていた時期のうち1975年（昭和50年）以降は、当駅は東城駅 - 備後落合駅間で唯一の停車駅であった。

なお、トイレは駅舎の右側に隣接する公衆便所（男女共用）がそれに該当する。かつては汲取り式であったが、2016年頃に水洗式トイレへの建て替えが行われた。

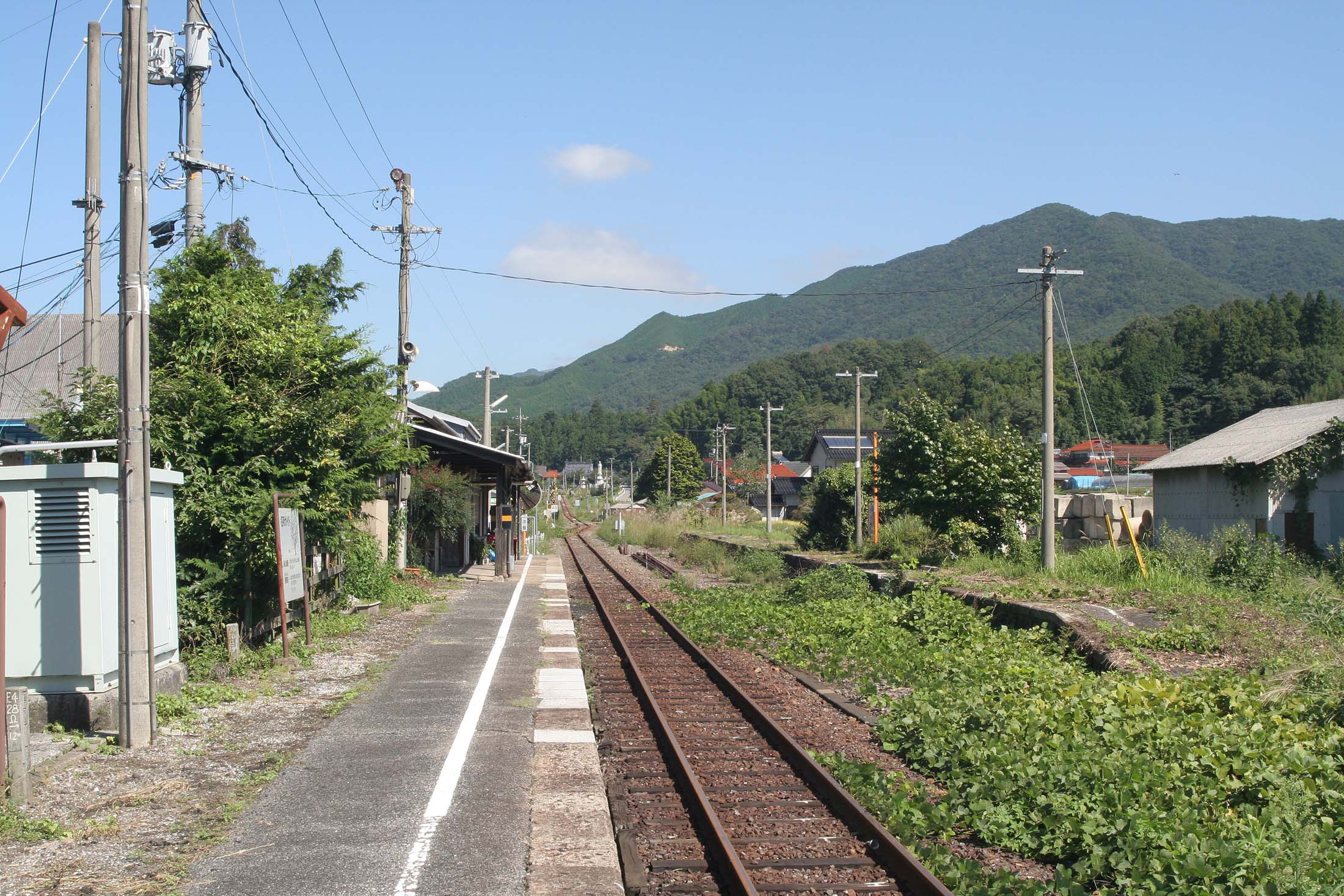
ホーム（2007年9月）

## 利用状況
1日平均の乗車人員は以下の通り。
| 年度               | 1日平均 乗車人員 | 出典        |
| ------------------ | ---------------- | ----------- |
| 1981年（昭和56年） | 87               |             |
| 1990年（平成2年）  | 98               |             |
| 2002年（平成14年） | 27               | [ 6 ]       |
| 2003年（平成15年） |                  |             |
| 2004年（平成16年） |                  |             |
| 2005年（平成17年） |                  |             |
| 2006年（平成18年） |                  |             |
| 2007年（平成19年） |                  |             |
| 2008年（平成20年） |                  |             |
| 2009年（平成21年） |                  |             |
| 2010年（平成22年） |                  |             |
| 2011年（平成23年） | 3                | [ 7 ]       |
| 2012年（平成24年） | 2                | [ 7 ]       |
| 2013年（平成25年） | 2                | [ 7 ]       |
| 2014年（平成26年） | 1                | [ 8 ] [ 7 ] |
| 2015年（平成27年） | 1                | [ 7 ]       |
| 2016年（平成28年） | 1                | [ 7 ]       |
| 2017年（平成29年） | 1                | [ 7 ]       |
| 2018年（平成30年） | 1                |             |
| 2019年（令和元年） | 1                |             |
| 2020年（令和2年）  | 2                |             |
| 2021年（令和3年）  | 2                |             |

## 駅周辺
- 道後タクシー（当駅の駅舎を事務所・車庫として使用）
- 近江屋フードセンター
- 庄原市立小奴可小学校
- 小奴可郵便局
- 小奴可の要害桜(亀山城跡にある推定樹齢500年のエドヒガン。東城三大桜のひとつ)
- 備北交通（東城廃止代替バス・コミュニティバス）日野原線、粟田線「小奴可バス停」
- 西城交通小奴可西城線「小奴可（JA庄原小奴可支店前）バス停」
- 国道314号
- 広島県道236号小奴可停車場線
- 広島県道448号下千鳥小奴可停車場線

## 隣の駅
西日本旅客鉄道（JR西日本）
 芸備線
■快速（下り1本のみ）・■普通
内名駅 - 小奴可駅 - 道後山駅